# 学校法人鮮文学院
学校法人鮮文学院（がっこうほうじんソンムンがくいん）は韓国の旧統一教会系学校法人である。1983年、学校法人成和学院として設立認可。1989年、学校法人成和学院を学校法人鮮文学院に改称した。同一財団には学校法人清心学院（がっこうほうじんチョンシムがくいん）があるが統合運営されている。
2017年12月、「学校法人鮮鶴学院（선학학원）」に名称変更した。

## 設立学校

### 鮮文学院所属
- 鮮文大学校
- ソンファ芸術高等学校（仙和芸術高等学校（朝鮮語版、英語版））
- 善正高等学校（朝鮮語版）
- 善正観光高等学校（善正国際観光高等学校（朝鮮語版））
- 善正中学校（朝鮮語版）
- 景福初等学校（朝鮮語版）
- ソンファ幼稚園

### 清心学院所属
- 清心神学大学院大学校
- 清心国際高等学校（朝鮮語版）
- 清心国際中学校（朝鮮語版）